# 埃莱兹汉市镇
埃莱兹汉市镇（羅馬化：Opština Elez Han），是科索沃烏羅舍瓦茨區的一个市镇，行政中心为埃萊茲漢。市镇面积为83平方公里，人口数量为9,403人（2011年）。